# Gwidon Kurzela
Gwidon Jan Kurzela (ur. 30 grudnia 1903 w Warszawie, zm. 25 kwietnia 1974 tamże) – polski robotnik i działacz związkowy, socjalista, poseł na Sejm Ustawodawczy (1947–1952). 

## Życiorys
W 1920 podjął pracę jako pomocnik murarza, od 1922 jako cieśla (z przerwą na służbę wojskową w latach 1924–1926). W 1920 został członkiem Związku Zawodowego Robotników Budowniczych w Polsce, od 1923 należał do Polskiej Partii Socjalistycznej. W 1934 współorganizował jednolitofrontowy strajk warszawskich budowlańców. W 1936 został wybrany na wiceprezesa Związku Robotników Przemysłu Budowlanego, Drzewnego, Ceramicznego i Pokrewnych Zawodów w Polsce (w latach 1938–1939 przewodniczący). Działał w marymonckim i powązkowskim oddziale PPS. Uczestniczył w XXIV Kongresie PPS w Radomiu. 
W czasie II wojny światowej działał w konspiracji, walczył na Żoliborzu w powstaniu warszawskim w drużynach saperskich inż. Piotrowskiego. 
W 1945 wybrany ponownie na przewodniczącego Związku Robotników Przemysłu Budowlanego, Drzewnego, Ceramicznego i Pokrewnych Zawodów. W styczniu 1947 uzyskał mandat posła na Sejm Ustawodawczy z okręgu Włocławek z ramienia PPS (która w 1948 współtworzyła PZPR). Od 1949 do 1956 pracował jako inspektor BHP Centralnym Zarządzie Państwowych Przedsiębiorstw Budowlanych. W 1961 zatrudniony w Związku Zawodowym Pracowników Przemysłu Budowlanego jako kierownik ośrodka szkoleniowego w Chylicach. Od 1959 współpracował z Komisją Historii Ruchu Zawodowego CRZZ. 
Odznaczony Krzyżem Komandorskim Orderu Odrodzenia Polski. 